# Salzburg Seminar
Das Salzburg Seminar ist eine gemeinnützige Organisation mit Sitz in Schloss Leopoldskron in Salzburg, die Veranstaltungen zu Themen wie Gesundheitsfürsorge, Bildung, Kultur, Geopolitik u. a. durchführt. 

## Geschichte
Das Salzburg Seminar wurde 1947 von den Harvard-Studenten Clemens Heller, Richard Campbell und Scott Elledge ins Leben gerufen. Als eine Art „intellektueller Marshall-Plan“ sollte es nach dem Krieg angehende Führungskräfte aller Nationen aus den verschiedensten Fachgebieten zu Vorträgen und Diskussionen zusammenbringen und so Völkerverständigung und Toleranz fördern. 
Seitdem nahmen mehr als 25.000 „Fellows“ aus über 150 Ländern, aus Wirtschaft, Wissenschaft, Kultur, Justiz und Verwaltung an den Seminaren teil. Der auf einem fachlich hohen Niveau, aber gleichzeitig in einer sehr persönlichen, zwanglosen Atmosphäre stattfindende Erfahrungs- und Gedankenaustausch und die daraus resultierenden Kontakte und Freundschaften fördern durch den Brückenschlag zwischen verschiedenen weltanschaulichen, politischen und religiösen Überzeugungen die Völkerverständigung, den gegenseitigen Respekt und das Miteinander. Inzwischen bestehen in über 60 Ländern sog. Alumni-Gruppen, deren Mitglieder häufig in leitenden Funktionen in Regierungsämtern, Ministerien, Großunternehmen und Banken tätig sind wie z. B. der Friedensnobelpreisträger des Jahres 2005, der Ägypter Mohammed el-Baradei.
Zur Wahrung der Internationalität und der Exklusivität des jeweiligen Seminars sollen in der Regel maximal zwei Teilnehmer aus einem Land an einer Session teilnehmen. Die Teilnahme an einer Session soll nur aufgrund von Empfehlungen zweier ehemaliger Seminaristen erfolgen. Danach wird jeder Seminarist Teil des internationalen, einflussreichen Netzwerkes.
Vortragende aus den USA waren unter anderem Warren Christopher, Saul Bellow, Warren Burger, aus Europa Leon Brittan, Jean François-Poncet, Alois Mock, Václav Havel, Václav Klaus, Marcel Marceau, Leo Tindemans, Simone Veil, Franz Vranitzky, Klaus Liebscher, Gertrude Tumpel-Gugerell, Ljubiša Krgović. 
Zu den etwa 2000 Referenten und Fellows aus Deutschland zählen  Edzard Reuter, Helmut Schmidt, Jutta Limbach, Ernst Welteke, Helmut Schieber, Peter Schmidhuber, Franz-Christoph Zeitler, Andreas Dombret, Jochen Sanio, August Everding, Wolfgang Zeidler, Otto Wolff von Amerongen, die Brüder Frank und Mark Wössner, Günter Ollenschläger, Joachim Kaiser, Kurt Biedenkopf, Peter Eigen, Ralf Dahrendorf.
Eine selbständige Untergruppe des Salzburg Seminars ist LAWSS. Das Legal Alumni Web of the Salzburg Seminar wurde 1997 ins Leben gerufen. Seitdem treffen sich Juristen und an Rechtsfragen Interessierte einmal im Jahr zur intensiven Erörterung aktueller Entwicklungen u. a. zum Bank-, Wirtschafts- und Währungsrecht, der Korruptions- und Geldwäschebekämpfung, des EU-Verfassungsrechts etc.